# Ratanakiri
Ratanakiri (engelska: Ratanakiri Province, franska: Province de Rotanah Kiri) är en provins i Kambodja. Den ligger i den östra delen av landet, 300 km nordost om huvudstaden Phnom Penh. Antalet invånare är 130 526. Arean är 10 782 kvadratkilometer. Ratanakiri gränsar till Attapeu, Stung Treng, Mondolkiri, Kon Tum och Gia Lai. 
Terrängen i Ratanakiri är kuperad åt nordost, men åt sydväst är den platt.
Ratanakiri delas in i:
- Srŏk Ândong Méas
- Srŏk Ban Lŭng
- Srŏk Bâ Kêv
- Srŏk Koun Mom
- Srŏk Ou Chum
- Srŏk Ou Ya Dav
- Srŏk Ta Vêng
- Lumphat
- Veun Sai

Följande samhällen finns i Ratanakiri:
- Lumphăt
- Ban Lŭng